# 1334
1334 (MCCCXXXIV) a fost un an obișnuit al calendarului iulian, care a început într-o zi de luni.

## Evenimente

#### Octombrie
- 28 octombrie: Cavalerii de Rodos ocupă citadela orașului Smyrna (Izmir), în Asia Mică.

### Nedatate
- Ciuma se extinde în provincia chineză Hubei.
- Marile piețe de pe calea Indiei decad: Kabul și Ghasnî cad în ruină, piața din Tabriz sărăcește, iar drumurile către Trapezunt, Sivas și Lajazzo nu oferă nicio securitate.
- Prima menționare a târgului Baia (jud. Suceava), în Moldova.
- Robert al III-lea de Artois, în conflict cu regele Franței, se refugiază în Anglia.
- Scindarea statului ciagathaizilor.

## Arte, știință, literatură și filozofie
- Este pusă piatra de temelie a campanilei din Florența, operă artistică realizată de Giotto di Bondone, numit arhitect șef al orașului.
- Începe edificarea Palatului papilor din Avignon, realizat de Pierre Poisson și Jean de Loubières.

## Nașteri
- 4 ianuarie: Amedeo al VI-lea, conte de Savoia (d. 1383)
- 13 ianuarie: Henric al II-lea, rege al Castiliei (d. 1379)
- 30 august: Petru I, rege al Castiliei (d. 1369)
- Iacob I, rege al Ciprului (d. 1398)
- Ludovic al II-lea Gonzaga, senior de Mantova (d. 1382)

## Decese
- 4 decembrie: Ioan al XXII-lea (n. Jacques d'Euse), papă (n. 1244)
- 14 decembrie: Otto al IV-lea, duce al Bavariei Inferioare (n. 1307)
- Andalò del Negro, 73 ani, astronom și geograf italian (n. 1260)

- Nicholas Trivet, 76 ani, cronicar englez (n.c. 1257)

## Înscăunări
- 20 decembrie: Benedict al XII-lea (n. Jacques Fournier), papă (1334-1342)